# Монтелонго
Монтело̀нго (на италиански: Montelongo) е село и община в Южна Италия, провинция Кампобасо, регион Молизе. Разположено е на 592 m надморска височина. Населението на общината е 369 души (към 2013 г.).